# Area archeologica di Corte Sgarzerie
L'area archeologica di Corte Sgarzerie si trova nell'omonima corte a Verona sotto il livello del suolo. Si tratta dei resti del Capitolium, tempio principale della Verona romana, dedicato a Giove, Minerva e Giunone. 
Lo scavo archeologico è stato effettuato tra il 1988 e 2004 sotto la loggia medievale situata al centro della corte, mettendo in luce un tratto del criptoportico che circondava il tempio su tre lati, oltre ai resti di una ghiacciaia, di un ambiente interrato e le fondazioni di una casa torre medievali.
L'area archeologica di Corte Sgarzerie costituisce l'unico punto di accesso al Capitolium aperto al pubblico.